# Britney: Piece of Me
Britney: Piece of Me는 미국의 가수 브리트니 스피어스의 콘서트이다. 네바다주 라스베이거스의 카지노이자 호텔인 플래닛 할리우드 리조트 & 카지노의 The AXIS에서 열리고 있다. 첫 공연은 2013년 12월 27일까지 했으며, 2015년에 플래닛 할리우드와 계약을 2017년까지 연장했다.
2017년 3월 28일, 스피어스는 2017년 여름에 Britney: Live in Concert라는 이름으로 이 콘서트를 필리핀, 일본, 이스라엘 등에서 공연을 할 것이라고 발표하였다. 2017년 4월 7일, 스피어스의 매니저 래리 루돌프는 2017년 12월 31일에 플래닛 할리우드와 계약이 만료될 것이라고 발표하였다.